# Nagy ani
A nagy ani (Crotophaga major) a madarak osztályának kakukkalakúak (Cuculiformes) rendjébe, ezen belül a kakukkfélék (Cuculidae) családjába tartozó faj.

## Előfordulása
Panamától délre szinte egész Dél-Amerikában elterjedt, legdélebbre Argentína északi területein honos. Előfordul Trinidad szigetén is.

## Megjelenése
Testhossza 48 centiméter, testtömege 170 gramm.

## Külső hivatkozások
- Képek az interneten a fajról
- Ibc.lynxeds.com - videók a fajról
- Xeno-canto.org - a faj hangja és elterjedési területe